# Claire Lehmann
Claire Lehmann, född Jensen den 18 juli 1985, är en australisk journalist och grundare av onlinemagasinet Quillette.

## Uppväxt
Lehmann är dotter till en tidigare lärare och en logoped. Hon växte upp i Adelaide i South Australia.

## Utbildning
Lehmann avlade kandidatexamen i psykologi och engelska vid University of Adelaide 2010. Hon påbörjade en forskarutbildning i psykologi, men avbröt den efter att ha fått barn.

## Arbetsliv
Lehmann grundade onlinemagasinet Quillette i oktober 2015. En av de bidragande faktorerna till Quillettes framgång var kontroverserna kring när Google avskedande ingenjören James Damore.
Lehmann har skrivit för The Guardian, Scientific American, Tablet, och ABC News.
The Sydney Morning Herald listade Lehmann som en av "Ten Aussies who shook the world in tech and media in 2018", och hänvisade till att Quillette hade 2 miljoner följare per månad och började attrahera läsare inom tech och i libertarianska kretsar i USA.